# لوکان
شهر لوکان (به انگلیسی: Lucan) با جمعیت ۳۸٫۷۸۶ نفر  در شهرستان دوبلین در کشور جمهوری ایرلند واقع شده‌است.